# 작열의 탁구소녀
《작열의 탁구소녀》(일본어: 灼熱の卓球娘)는 아사노 야구라가 그린 일본의 만화 작품이다. 〈점프SQ.19〉(슈에이샤)에서 2014년 1월호부터 2015년 3월호까지 게재된 뒤, 휴간에 따라 〈주간 영 점프〉의 웹 만화 연재 사이트인 〈이웃집 영 점프〉로 이적해 2019년 2월 1일까지 연재했다. 단행본은 일본 현지에서는 슈에이사에서 전 7권으로 나왔다.

## 줄거리
전국대회 9연패의 강호교가 무명 고교에 지고 나서 파란이 일어난 여자 중학 탁구계. 그러던 도중, 시립스즈메가하라중학교의 탁구부에 전학생인 츠무지카제 코요리가 입부한다. 낯가림이 심한 코요리이지만, 탁구 시합에서는 부내의 실력자를 차쳬로 쓰려뜨리면서 두각을 드러낸다.

## 등장인물
학교 이름에는 모두 새(鳥)의 이름이 들어가 있다.

### 시립 스즈메가하라 중학교
츠무지카제 코요리 (旋風こより)
목소리 - 하나모리 유미리
주인공인 중학교 2학년생. 스자쿠가하라중학교에 전학와서 탁구부에 들어간다. 낯가림이 심하고, 평소에는 수줍어하고 있지만 탁구 실력은 진짜이며, 이전 학교에서는 현(縣) 4강에 입상 한 적도 있다.
카미야 아가리 (上矢あがり)
목소리 - 타나카 미나미
코요리와 같은 반. 보라색 트윈테일에 화살표 모양 머리핀을 쓰고 있다. 드라이브 전법이 특기이다. 코요리가 입부하기 전까지는 부내 넘버 원의 실력을 가지고 있었으며, 도(都) 8강의 경험도 있다. 기가 센 성격으로, 코요리가 입부하고서부터 후배들이 자신을 추켜세워주지 않는 것에 대해 불만을 가지고 있다.
오무네 무네 (大宗夢音)
목소리 - 이마무라 아야카
부부장인 3학년생. 통칭 「무네무네」(ムネムネ). 부내 랭크표에서도 「무네무네」라고밖에 적혀 있지 않다. 핑크색 세미롱에 거유에다가 차분한 성격.
강타 공격이 특기지만, 체중 때문에 풋워크가 느려지기 때문에, 반복해서 좌우로 날아들어오는 공이 약점이다.
우시로데 키루카 (後手キルカ)
목소라 - 토죠 히사코
부장인 3학년생. 검은색 포니테일에 실눈. 커트 타법이 특기이다. 부원에게는 벌칙 게임으로 고양이귀 같은 코스프레 의상을 강요하는 일이 많다.
텐카 하나비 (天下ハナビ)
목소리 - 코우노 마리카
쿠요리, 아가리와 같은 반. 보이쉬한 외모로 시원시원한 성격. 코요리를 「마게마게」(まげまげ)라고 부른다. 호쿠토의 절친이며, 그녀의 친정 탁구숍에서 아르바이트를 하고 있다.
언제나 부적을 걸치고 있다. 초등학생 때는 병약했다.
이츠모 호쿠토 (出雲ほくと)
목소리 - 쿠와하라 유우키
부원인 2학년생. 친정이 탁구숍을 하고 있으며, 손님의 취향에 맞춘 라켓 러버를 제공할 수 있는 특기가 있다. 쿨한 성격으로, 언제나 저지의 칼라로 입을 숨기며, 「호쿠호쿠」(ほくほく)라는 효과음을 내고 있다.
애니메이션 오리지널 캐릭터
모두 1학년생으로, 부내 랭크 하위권의 부원이다.
타쿠치 탄포포 (田口たんぽぽ)
목소리 - 오오츠보 유카
사사키 사츠키 (佐々木さつき)
목소리 - 오쿠노 카야
요시카와 요모기 (吉川よもぎ)
목소리 - 타카기 미유
스즈키 스미레 (鈴木すみれ)
목소리 - 카토 아츠코
유카와 유리 (湯川ゆり)
목소리 - 타치바나 리카
츠노다 츠바키 (角田つばき)
목소리 - 타츠미 유이코

### 구립 모즈야마 중학교
후타마루 쿠루리 (二重丸くるり)
목소리 - 이자와 시오리
부부장인 3학년생.
모즈야마중을 전국대회로 이끈 실력자이지만, 섬뜩한 분위기를 두르고 있으며, 자쿠라를 위해 승리를 바치려 한다.
자시키와라시 자쿠라 (座敷童柘榴)
목소리 - 후루키 노조미
部長の3年生。明るい性格だがドジっ子で、くるりに溺愛され世話を焼かれている。
あがりと互角に争っていた描写から、実力はそれなりにあるようである。
사소리다 (蠍田)
2학년생. 차기부장을 자칭하지만 다른 부원에게는 존경받고 있지 않다.
유라기 (由良木)
카네나시 (鐘梨)
키미코 (公子)
2학년생.

### 츠바메조 학원
츠키노와 쿠마미 (月ノ輪紅真深)
2학년생. 1학년 때는 스자쿠가하라중학교에 재적하고 있었으며, 아가리와는 절친이자 라이벌 관계였으나, 사실 상 츠바메죠에 「스카우트되어」 전학왔다.
복화술이 특기.
사키가케 네무리 (魁ねむり)
1학년생.
이로하니 이로리 (色埴イロリ)
2학년생.
호조 호무라 (宝条焔)
3학년생.
후지노미야 후부키 (藤宮吹雪)
3학년생.
카구라자카 코히메 (神楽坂狐姫)
부장인 3학년생. 말로 부원들의 분위기를 바꾸는 카리스마의 소유자.

### 그 외
닛폰이치 선생 (日本一先生)
스자쿠가하라중 탁구부의 강화합숙을 잡은 인솔 교사.
시도 (紫藤)
고교 1학년생으로 스자쿠가하라중 졸업생.

## 줄거리
전국대회 9연패(連覇)의 강호교가 무명 고교에 지고 나서 파란이 일어난 여자 중학 탁구계. 그러던 도중, 시립스즈메가하라중학교의 탁구부에 전학생인 츠무지카제 코요리가 입부한다. 낯가림이 심한 코요리이지만, 탁구 시합에서는 부내의 실력자를 차쳬로 쓰려뜨리면서 두각을 드러낸다.

## 서적 정보
- 아사노 야구라 《작열의 탁구소녀》 점프 코믹스〈슈에이샤〉, 5권 간행 (2016년 12월 기준)
  1. 2015년 3월 4일 발매,[1] ISBN 978-4-08-880204-6
  2. 2015년 3월 4일 발매,[2] ISBN 978-4-08-880257-2
  3. 2016년 4월 4일 발매,[3] ISBN 978-4-08-880708-9
  4. 2016년 10월 4일 발매,[4] ISBN 978-4-08-880796-6
  5. 2016년 12월 2일 발매,[5] ISBN 978-4-08-880832-1

## TV 애니메이션
2016년 3월에 발표되어, 같은 해 10월부터 12월까지 TV 도쿄, BS 재팬, AT-X에서 방송되었다. 작가의 코멘트에 따르면, 원작에서는 그다지 그려지지 않았던 일상적인 장면이 많이 그려진다고 한다.

### 에피소드 목록
| 화수  | 부제 (번역)                                           | 각본            | 그림 콘티       | 연출            | 작화 감독 |
| ----- | ----------------------------------------------------- | --------------- | --------------- | --------------- | --- |
| 제1구 | …ドキドキするっ! (두근두근 떨려!)                     | 쿠라타 히데유키 | 이리에 야스히로 | 아보 타카오     | 리오 사사키 타카히로 사토 토모코 후지 유코 스기무라 아야코                                                                        |
| 제2구 | 譲れない場所 (넘겨줄 수 없는 자리)                    | 쿠라타 히데유키 | 이리에 야스히로 | 모리 사토시     | 이케츠 히사에 니노미야 나나코 마츠오 아키코 기프트 애니메이션 모리 사토시 타다 야스코                                             |
| 제3구 | 好きっ!! (좋아!!)                                     | 쿠라타 히데유키 | 이리에 야스히로 | 손승희          | 히구치 카오리 사토 토모코 |
| 제4구 | タイクツな卓球 (지루한 탁구)                          | 쿠라타 히데유키 | 카오리          | 아보 타카오     | 사와다 조지 후지 유코 미야와키 사쿠야 스기무라 아야코                                                                             |
| 제5구 | あなたとドキドキしたいから (너와 두근거리고 싶으니까) | 쿠라타 히데유키 | 히로시 이케하타 | 히로시 이케하타 | 이케츠 히사에 모리 카야노 미나미노 나나세                                                                                         |
| 제6구 | ともだち (친구)                                       | 쿠라타 히데유키 | 카오리          | 카오리          | 히구치 카오리 사토 토모코 카와츠마 토모미 모리 카야노 니시키미 라쿠 니노미야 나나코 기프트 애니메이션 타다 야스코 사이타 히로유키 |